# فلوفنامیک اسید
فلوفنامیک اسید (انگلیسی: Flufenamic acid) (FFA) عضوی از گروه مشتقات آنترانیلیک اسید (یا فنامات) داروهای ضدالتهاب غیراستروئیدی (NSAIDs) است. مانند سایر اعضای این کلاس، یک مهارکننده سیکلواکسیژناز (COX) است که از تشکیل پروستاگلاندین‌ها FFA شناخته شده‌است که به پروستاگلاندین F سنتاز متصل می‌شود و فعالیت آن را کاهش می‌دهد و TRPC6 را فعال می‌کند.
این دلرو به طور گسترده در انسان استفاده نمی‌شود، زیرا دارای نرخ بالایی (۳۰–۶۰٪) از عوارض جانبی گوارشی است. معمولاً در ایالات متحده موجود نیست. این دارو در برخی از کشورهای آسیایی و اروپایی به عنوان یک داروی ژنریک موجود است.